# Premosello-Chiovenda
Premosello-Chiovenda est une commune de la province du Verbano-Cusio-Ossola dans la région Piémont en Italie.

## Administration
| Période                                  | Période  | Identité       | Étiquette | Qualité |
| ---------------------------------------- | -------- | -------------- | --------- | ------- |
| 14 juin 2004                             | En cours | Giuseppe Monti |           |         |
| Les données manquantes sont à compléter. |          |                |           |         |

### Hameaux
Colloro, Cuzzago.

### Communes limitrophes
Anzola d'Ossola, Beura-Cardezza, Cossogno, Mergozzo, Ornavasso, Pieve Vergonte, San Bernardino Verbano, Trontano, Vogogna.